# Djankoï
Djankoï (en russe et en ukrainien : Джанкой ; en tatar de Crimée : Canköy) est une ville située en République autonome de Crimée en Ukraine, annexée illégalement en 2014 à la Russie, et est le centre administratif de l'arrondissement de Djankoï et la seule entité de municipalité de Djankoï (uk). Sa population s'élevait à 36 086 habitants en 2013.

## Géographie
Djankoï est située dans la partie septentrionale de la Crimée, à 87 km au nord de Simferopol.

## Histoire
Dans le dialecte local du tatar de Crimée, Djankoï signifie « nouveau village ». La localité a le statut de ville depuis 1926.
Le 16 août 2022 à eu lieu une série d'Explosions de Djankoï qui a fortement perturbé l'économie et les transports de la ville. Pendant la nuit du 16 au 17 avril 2024 des explosions sur la base aérienne, une trentaine de soldats tués et vingt-cinq blessés, le GUR affirme avoir  détruit ou gravement endommager des lanceurs de systèmes S-400, des équipements radar et un centre de contrôle de défense antiaérienne.

## Population

### Démographie
Djankoï a perdu 25 pour cent de sa population depuis la dislocation de l'Union soviétique.
Recensements (*) ou estimations de la population :
| 1805 | 1923* | 1926* | 1939*  |
| ---- | ----- | ----- | ------ |
| 173  | 6 859 | 8 310 | 19 576 |

| 1970*  | 1979*  | 1989*  | 2001*  |
| ------ | ------ | ------ | ------ |
| 43 459 | 48 219 | 53 464 | 43 343 |

| 2010   | 2011   | 2012   | 2013   |
| ------ | ------ | ------ | ------ |
| 37 275 | 36 860 | 36 458 | 36 086 |

### Nationalités
Au cours du XXe siècle, la répartition ethnique de la population de Djankoï a été profondément modifiée :
|                  | Recensement de 1926 | Recensement de 2001 |
| ---------------- | ------------------- | ------------------- |
| Russes           | 67,4 %              | 59,8 %              |
| Juifs            | 11,2 %              | —                   |
| Ukrainiens       | —                   | 25,9 %              |
| Tatars de Crimée | 3,9 %               | 8,1 %               |

## Économie

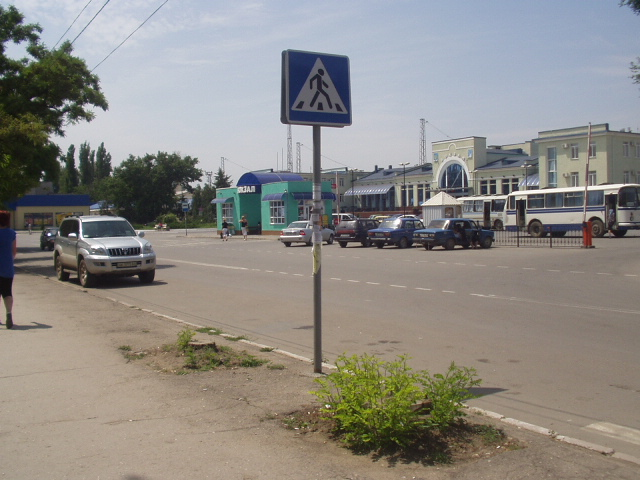
Gare ferroviaire de Djankoï.

Par sa position centrale, dans la partie nord de la péninsule de Crimée, Djankoï est un carrefour de communications pour :
- les voies ferrées Kharkiv – Sébastopol et Armiansk – Kertch ;
- la base aérienne de Djankoï ;
- les routes M-25 (route européenne 96) est-ouest et M-26 (route européenne 105) nord-sud.

Le canal de Crimée du Nord, utilisé pour l'approvisionnement en eau de la Crimée, passe sur le territoire de la ville.
Djankoï compte plusieurs entreprises dans les secteurs de l'automobile, des matériaux de construction, des produits alimentaires et du textile.

## Monuments et culture locale
- Le nœud ferroviaire important de Djankoï a inspiré la chanson yiddish Hey Djankoye composée à l'époque soviétique.

## Personnalités
Personnalités nées à Djankoï :
- Rafael Levchin (uk) (1946–2013) : homme de lettres, artiste, acteur ukrainien et américain russophone, père de l'informaticien américain Max Levchin.
- Vitaliy Kondrut (1984–) : coureur cycliste ukrainien.
- Igor Sid (1963–) : homme de lettres, anthropologue russe, théoricien et praticien de la géopoétique.
- Svetlana Andreieva, pianiste